# Jasper Francis Cropsey

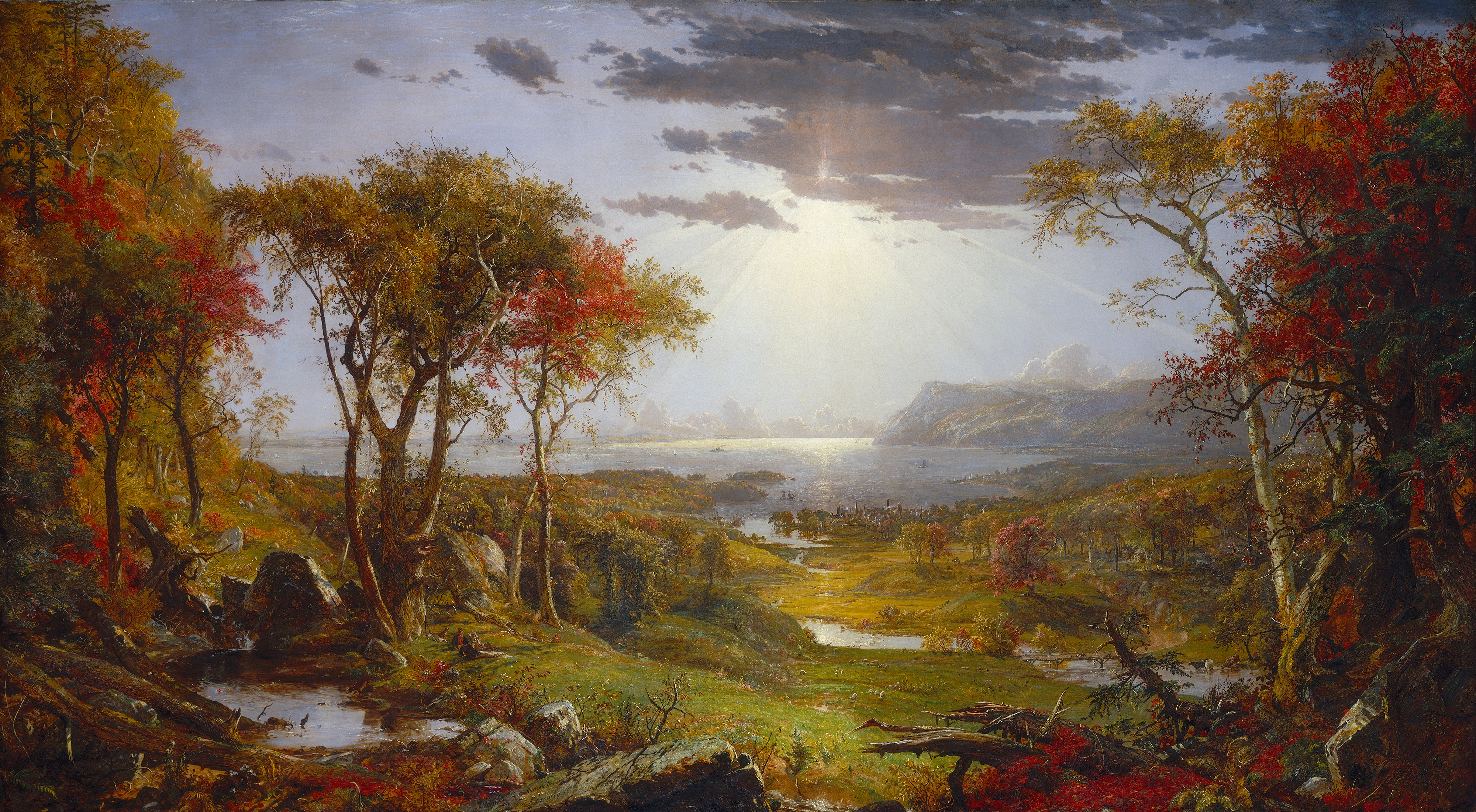
Jesień na rzece Hudson, 1860, National Gallery of Art

Jasper Francis Cropsey (ur. 18 lutego 1823 na Staten Island, zm. 22 czerwca 1900 w Hastings-on-Hudson) – amerykański malarz pejzażysta, reprezentant Hudson River School.

## Życiorys
Malował techniką olejną, głównie amerykańskie krajobrazy. Największą popularność zdobył w Stanach Zjednoczonych i Anglii w latach 1845–1865. Podróżował po Europie, mieszkał w Anglii, odwiedził m.in. Francję i Włochy. Pod koniec życia został zapomniany i miał poważne kłopoty materialne, ponownie jego prace stały się popularne w latach 60. XX w.
W domu artysty działa Newington-Cropsey Fundation, która opiekuje się jego dorobkiem i prowadzi działalność edukacyjną.